# Каїп (Юргинський округ)
Каї́п (рос. Каип) — присілок у складі Юргинського округу Кемеровської області, Росія.

## Населення
Населення — 75 осіб (2010; 93 у 2002).
Національний склад (станом на 2002 рік):
- росіяни — 83 %